# Femme fatales (série télévisée)
Pour les articles homonymes, voir Femme fatale.
Femme fatales est une série télévisée d'anthologie en 28 épisodes d'environ 28 minutes créée par Steven Kriozere et Mark A. Altman, inspirée du magazine masculin du même nom (en), diffusé entre le 13 mai 2011 et le 10 août 2012 sur Cinemax.
Cette série est inédite dans tous les pays francophones.

## Synopsis
Chaque épisode présente une femme anti-héroïque, entrecoupée de scènes softcore hétérosexuelles ou saphiques.

## Fiche technique
- Titre original et français : Femme Fatales
- Création : Steven Kriozere, Mark A. Altman
- Réalisation :
- Scénario :
- Direction artistique :
- Décors :
- Costumes :
- Photographie :
- Montage :
- Musique :
- Casting :
- Production : 
  - Production exécutive :
- Société de production :
- Société de distribution :
- Pays d'origine :  États-Unis
- Langue originale : anglais
- Format : couleur
- Genre : thriller érotique
- Durée : 30 minutes

## Distribution
Acteurs

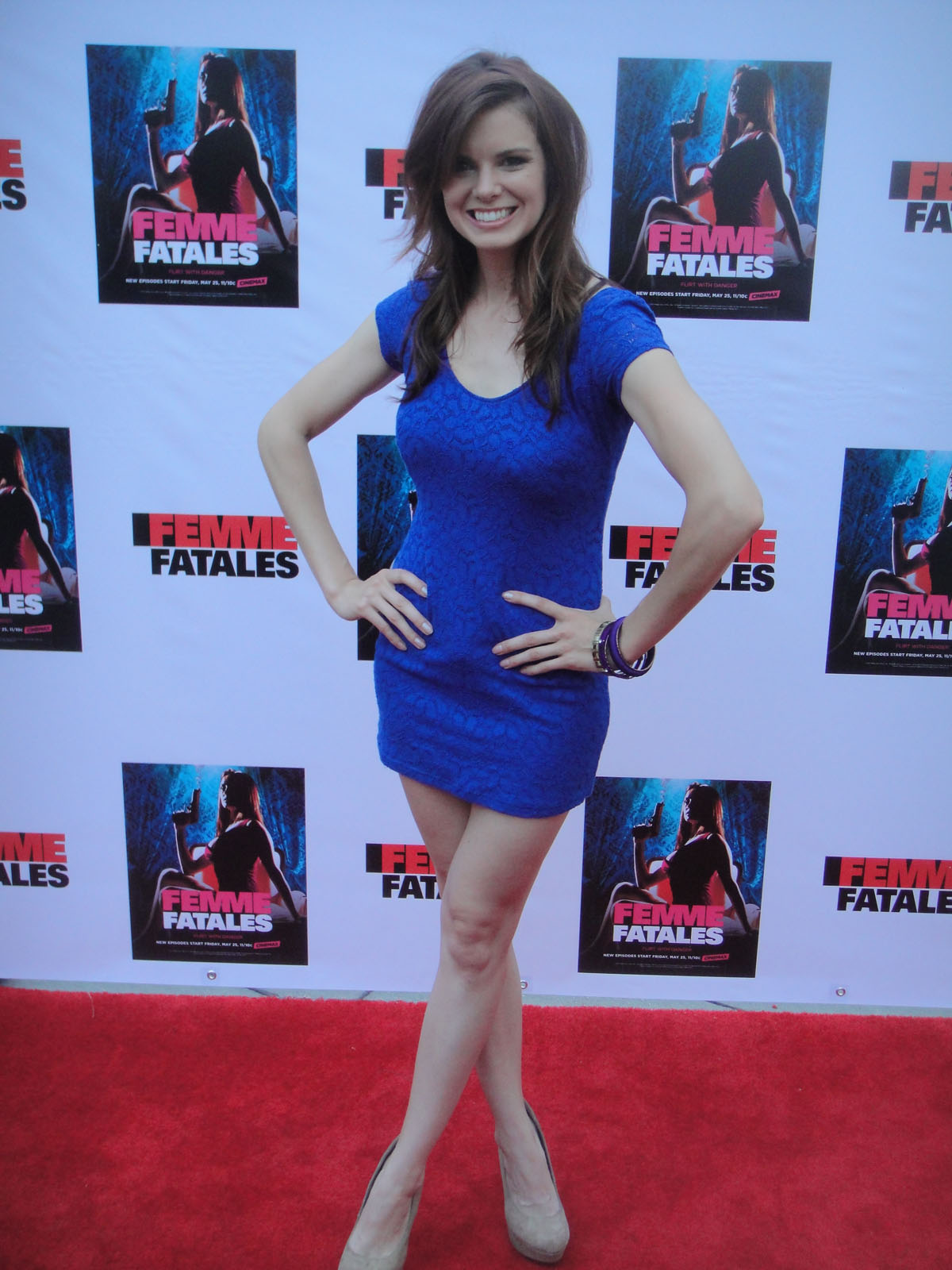
Catherine Annette lors d'un évènement promotionnel de la série Femme fatales.

- Rick Copp (en) : Richard Hollis (4 épisodes)
- Daniel Bess : Logan Cale (1 épisode)
- William Gregory Lee : Jimmy (1 épisode)
- Angus Scrimm : docteur Chandler (1 épisode)
- Bren Foster : Howard (1 épisode)
- Nick Principe : Killer (1 épisode)

Actrices
- Tanit Phoenix : Lilith (26 épisodes)
- Princess Rene : elle-même (10 épisodes)
- Divine Goddess Jessica : elle-même (8 épisodes)
- Lindsey Leigh : elle-même (5 épisodes)
- Christine Donlon : Violet MacReady (4 épisodes)
- Ellie Cornell : détective Janet Wright (4 épisodes)
- Catherine Annette : Tiffany (4 épisodes)
- Madison Dylan : Alexis (4 épisodes)
- Princess Lexie : elle-même (4 épisodes)
- Ana Alexander : Camille (3 épisodes)
- Heidi James : Big Aggie (3 épisodes)
- Anya Monzikova : Darla Mckendrick (1 épisode)
- Sandra McCoy : professeure Kelsey Williams (1 épisode)
- Crystal Allen : Rhonda (1 épisode)
- Robin Sydney : Lindsey (1 épisode)
- Jes Macallan : Susan Voight (1 épisode)
- Janelle Marra : Gloria (1 épisode)
- Erin Marie Hogan : Emily (1 épisode)

## Épisodes

### Première saison (2011)
1. Behind Locked Doors (en 2 parties) - 13 mai 2011
2. Bad Medicine - 20 mai 2011
3. Something Like Murder - 27 mai 2011
4. Speed Date - 3 juin 2011
5. The White Flower - 10 juin 2011
6. Girls Gone Dead - 17 juin 2011
7. Haunted - 24 juin 2011
8. Angel & Demons - 1er juillet 2011
9. Help Me, Rhonda - 8 juillet 2011
10. The Clinic - 15 juillet 2011
11. Till Death Do Us Part - 22 juillet 2011
12. Visions, Part 1 - 29 juillet 2011
13. Visions, Part 2 - 5 août 2011

### Deuxième saison (2012)
1. 16 Minutes of Fame - 25 mai 2012
2. Gun Twisted - 1er juin 2012
3. Trophy Wife - 8 juin 2012
4. Extracurricular Activities - 15 juin 2012
5. Killer Instinct - 22 juin 2012
6. Bad Science - 29 juin 2012
7. Family Business (en 2 parties) - 6 juillet 2012
8. Jail Break - 13 juillet 2012
9. Crazy Mary - 20 juillet 2012
10. One Man's Death - 27 juillet 2012
11. Hell Hath No Furies - 3 août 2012
12. Libra (en 2 parties) - 10 août 2012